# برخورد کشتی دریای شمال ۲۰۲۵
در ۱۰ مارس ۲۰۲۵، یک کشتی نفت‌کش و یک کشتی کانتینری در دریای شمال در سواحل ریدینگ شرقی یورک‌شر با هم برخورد کردند. گزارش شده است که هر دو کشتی پس از برخورد آتش گرفته و در آتش سوختند.

## پیش زمینه
دو کشتی درگیر نفتکش ام‌وی استینا ایمکیلیت ثبت شده در ایالات متحده و کشتی کانتینری ام‌وی سولونگ ثبت شده در پرتغال بودند. استینا ایمکیلیت متعلق به شرکت آماد، کرولی ماریتایم فلوریدا بود. این کشتی حامل محصولات شیمیایی، برای دولت ایالات متحده به عنوان بخشی از برنامه امنیتی تانکرهای دولتی ایالات متحده اجاره شده بود و گمان می‌رفت سوخت هواپیما را برای نیروی هوایی ایالات متحده آمریکا حمل می‌کند. این کشتی دارای تناژ وزن مرده ۴۹٬۷۲۹ تن بزرگ (۵۰٬۵۲۷ تن) بود. اندازه کشتی سولونگ ۱۴۰ متر (۱۵۰ یارد) بود و و ظرفیتی معادل ۸۰۴–۲۰ فوت واحد معادل داشت. این کشتی در سال ۲۰۰۵ ساخته شد و متعلق به ارنست راس مستقر در هامبورگ است.
کشتی استینا ایمکیلیت از آگیوی تئودوروی در یونان سفر کرده بود و در نزدیکی ویترنسی، خارج از کینگستون اپان هال لنگر انداخته بود. کشتی سولونگ, یک کشتی تغذیه بود و از گرنجموث حرکت کرده بود و در مسیر روتردام بود. دریابان بازنشسته نیروی دریایی پادشاهی بریتانیا کریس پری پیشنهاد کرد که این انکوریج مکانی مشترکی برای کشتی‌هایی است که از ساحل شرقی عبور می‌کنند.

## حادثه
داده‌های ردیابی نشان می‌دهد که استینا ایمکیلیت در زمان وقوع برخورد در لنگر بوده است. خدمه از انفجارهای متعدد خبر دادند. دکتر عبدالخالق، رئیس مرکز دریانوردی دانشگاه جان مورز لیورپول. پیشنهاد کرده است که «مسیر کشتی استینا ایمکیلیت تقریباً ۰۶۵⁰ بود که در ساعت ۹:۴۸:۰۷ کشتی سولونگ به پهلوهای کشتی آن برخورد کرد». پس از برخوردمخزن سوخت پاره شده بود و باعث آتش‌سوزی شده بود.
گارد ساحلی اچ‌ام در ساعت ۰۹:۴۸ به وقت گرینویچ از این حادثه مطلع شد. خدمه مؤسسه قایق نجات سلطنتی ملی از بریدلینگتون، مبلتورپ، اسگنس و کلیتورپس به این حادثه اعزام شدند. در زمان وقوع حادثه یک کشتی انتقال خدمه در منطقه بود و به این حادثه اعزام شد هلیکوپتر امدادی، قایق و یک هواپیمای آتش‌نشانی نیز به این منطقه فرستاده شدند. RNLI بعداً تأیید کرد که چندین خدمه کشتی را رها کرده‌اند.